# Аеродром Тамбакунда
Аеродром Тамбакунда (IATA: TUD, ICAO: GOTT) је аеродром у граду Тамбакунда, главном граду Тамбакунда региона у Сенегалу.